# Puchar Świata w snowboardzie 2021/2022
Puchar Świata w snowboardzie w sezonie 2021/2022 – 28. edycja tej imprezy. Cykl ten rozpoczął się 23 października 2021 roku w szwajcarkim Chur, zawodami w big air. Ostatnie zawody sezonu – konkurs slopestyle'u, rozegrany został 27 marca 2022 roku w Silvaplanie również w Szwajcarii.

## Konkurencje
- slalom równoległy (PSL)
- gigant równoległy (PGS)
- snowcross (SX)
- slopestyle (SS)
- halfpipe (HP)
- big air (BA)

Na liście widnieją również klasyfikacje PAR i OPP, które nie odzwierciedlają żadnych konkurencji. Ta pierwsza z nich to zsumowana klasyfikacja PSL i PGS, natomiast OPP to zsumowana klasyfikacja halfpipe’u, slopestyle’u i big air’u.

## Kalendarz i wyniki Pucharu Świata

### Mężczyźni
| Lp.            | Data                 | Miejscowość          | Konkurencja                                           | 1. miejsce                                            | 2. miejsce                                            | 3. miejsce                                            |
| -------------- | -------------------- | -------------------- | ----------------------------------------------------- | ----------------------------------------------------- | ----------------------------------------------------- | ----------------------------------------------------- |
| 1.             | 23 października 2021 | Chur                 | BA                                                    | Jonas Boesiger                                        | Rene Rinnekangas                                      | Sven Thorgren                                         |
| 2.             | 28 listopada 2021    | Secret Garden        | SX                                                    | Alessandro Hämmerle                                   | Omar Visintin                                         | Nick Baumgartner                                      |
| 3.             | 4 grudnia 2021       | Steamboat Springs    | BA                                                    | Su Yiming                                             | Clemens Millauer                                      | Mons Røisland                                         |
| 4.             | 10 grudnia 2021      | Montafon             | SX                                                    | Alessandro Hämmerle                                   | Nick Baumgartner                                      | Umito Kirchwehm                                       |
| 5.             | 11 grudnia 2021      | Copper Mountain      | HP                                                    | Ruka Hirano                                           | Jan Scherrer                                          | Yūto Totsuka                                          |
| 6.             | 11 grudnia 2021      | Bannoje              | PGS                                                   | Lee Sang-ho                                           | Stefan Baumeister                                     | Andriej Sobolew                                       |
| 7.             | 12 grudnia 2021      | Bannoje              | PSL                                                   | Andreas Prommegger                                    | Lee Sang-ho                                           | Arvid Auner                                           |
| 8.             | 16 grudnia 2021      | Carezza              | PGS                                                   | Stefan Baumeister                                     | Dmitrij Łoginow                                       | Edwin Coratti                                         |
| 9.             | 18 grudnia 2021      | Cervinia             | SX                                                    | Jakob Dusek                                           | Eliot Grondin                                         | Lucas Eguibar                                         |
| 10.            | 18 grudnia 2021      | Cortina d’Ampezzo    | PGS                                                   | Dario Caviezel                                        | Lee Sang-ho                                           | Roland Fischnaller                                    |
| 11.            | 1 stycznia 2022      | Calgary              | SS                                                    | Sebastien Toutant                                     | Mons Røisland                                         | Luke Winkelmann                                       |
| 12.            | 8 stycznia 2022      | Mammoth Mountain     | SS                                                    | Redmond Gerard                                        | Niek van der Velden                                   | Tiarn Collins                                         |
| 13.            | 8 stycznia 2022      | Mammoth Mountain     | HP                                                    | Ayumu Hirano                                          | Ruka Hirano                                           | André Höflich                                         |
| 14.            | 8 stycznia 2022      | Scuol                | PGS                                                   | Dmitrij Łoginow                                       | Stefan Baumeister                                     | Lee Sang-ho                                           |
| 15.            | 8 stycznia 2022      | Krasnojarsk          | SX                                                    | Martin Nörl                                           | Merlin Surget                                         | Julian Lüftner                                        |
| 16.            | 9 stycznia 2022      | Krasnojarsk          | SX                                                    | Martin Nörl                                           | Jakob Dusek                                           | Eliot Grondin                                         |
| 17.            | 11 stycznia 2022     | Bad Gastein          | PSL                                                   | Arvid Auner                                           | Benjamin Karl                                         | Alexander Payer                                       |
| 18.            | 14 stycznia 2022     | Simonhöhe            | PGS                                                   | Stefan Baumeister                                     | Tim Mastnak                                           | Roland Fischnaller                                    |
| 19.            | 15 stycznia 2022     | Laax                 | SS                                                    | Sean Fitzsimons                                       | Ståle Sandbech                                        | Jake Canter                                           |
| 20.            | 15 stycznia 2022     | Laax                 | HP                                                    | Ayumu Hirano                                          | Jan Scherrer                                          | Shaun White                                           |
|                | 22 stycznia 2022     | Chiesa in Valmalenco | SX                                                    | Odwołano                                              | Odwołano                                              | Odwołano                                              |
| 21.            | 29 stycznia 2022     | Cortina d’Ampezzo    | SX                                                    | Martin Nörl                                           | Alessandro Hämmerle                                   | Cameron Bolton                                        |
| ZIO            | 4–20 lutego 2022     | Pekin                | Snowboarding na Zimowych Igrzyskach Olimpijskich 2022 | Snowboarding na Zimowych Igrzyskach Olimpijskich 2022 | Snowboarding na Zimowych Igrzyskach Olimpijskich 2022 | Snowboarding na Zimowych Igrzyskach Olimpijskich 2022 |
|                | 26 lutego 2022       | Mont-Sainte-Anne     | SX                                                    | Odwołano                                              | Odwołano                                              | Odwołano                                              |
| 26 lutego 2022 | Moskwa               | PSL                  | Odwołano                                              | Odwołano                                              | Odwołano                                              |                                                       |
| 22.            | 6 marca 2022         | Bakuriani            | SS                                                    | Leon Vockensperger                                    | Valentino Guseli                                      | Leon Gütl                                             |
| 23.            | 12 marca 2022        | Reiteralm            | SX                                                    | Lorenzo Sommariva                                     | Jakob Dusek                                           | Kalle Koblet                                          |
| 24.            | 12 marca 2022        | Piancavallo          | PSL                                                   | Marc Hofer                                            | Edwin Coratti                                         | Lee Sang-ho                                           |
| 25.            | 16 marca 2022        | Rogla                | PGS                                                   | Edwin Coratti                                         | Oskar Kwiatkowski                                     | Tim Mastnak                                           |
| 26.            | 19 marca 2022        | Szpindlerowy Młyn    | SS                                                    | Tiarn Collins                                         | William Mathisen                                      | Luke Winkelmann                                       |
| 27.            | 19 marca 2022        | Berchtesgaden        | PSL                                                   | Andreas Prommegger Edwin Coratti                      | —                                                     | Lee Sang-ho                                           |
| 28.            | 20 marca 2022        | Veysonnaz            | SX                                                    | Eliot Grondin                                         | Merlin Surget                                         | Léo Le Blé Jaques                                     |
| 29.            | 27 marca 2022        | Silvaplana           | SS                                                    | Marcus Kleveland                                      | Mons Røisland                                         | Valentino Guseli                                      |

### Kobiety
| Lp.            | Data                 | Miejscowość          | Konkurencja                                           | 1. miejsce                                            | 2. miejsce                                            | 3. miejsce                                            |
| -------------- | -------------------- | -------------------- | ----------------------------------------------------- | ----------------------------------------------------- | ----------------------------------------------------- | ----------------------------------------------------- |
| 1.             | 23 października 2021 | Chur                 | BA                                                    | Kokomo Murase                                         | Anna Gasser                                           | Jasmine Baird                                         |
| 2.             | 28 listopada 2021    | Secret Garden        | SX                                                    | Eva Samková                                           | Charlotte Bankes                                      | Michela Moioli                                        |
| 3.             | 4 grudnia 2021       | Steamboat Springs    | BA                                                    | Reira Iwabuchi                                        | Anna Gasser                                           | Annika Morgan                                         |
| 4.             | 10 grudnia 2021      | Montafon             | SX                                                    | Charlotte Bankes                                      | Belle Brockhoff                                       | Chloé Trespeuch                                       |
| 5.             | 11 grudnia 2021      | Copper Mountain      | HP                                                    | Cai Xuetong                                           | Sena Tomita                                           | Queralt Castellet                                     |
| 6.             | 11 grudnia 2021      | Bannoje              | PGS                                                   | Sofija Nadyrszyna                                     | Ramona Theresia Hofmeister                            | Carolin Langenhorst                                   |
| 7.             | 12 grudnia 2021      | Bannoje              | PSL                                                   | Julie Zogg                                            | Tsubaki Miki                                          | Anastasija Kuroczkina                                 |
| 8.             | 16 grudnia 2021      | Carezza              | PGS                                                   | Daniela Ulbing                                        | Ester Ledecká                                         | Ramona Theresia Hofmeister                            |
| 9.             | 18 grudnia 2021      | Cervinia             | SX                                                    | Michela Moioli                                        | Faye Gulini                                           | Belle Brockhoff                                       |
| 10.            | 18 grudnia 2021      | Cortina d’Ampezzo    | PGS                                                   | Ester Ledecká                                         | Sofija Nadyrszyna                                     | Ladina Jenny                                          |
| 11.            | 1 stycznia 2022      | Calgary              | SS                                                    | Kokomo Murase                                         | Miyabi Onitsuka                                       | Laurie Blouin                                         |
| 12.            | 8 stycznia 2022      | Mammoth Mountain     | SS                                                    | Jamie Anderson                                        | Zoi Sadowski-Synnott                                  | Kokomo Murase                                         |
| 13.            | 8 stycznia 2022      | Mammoth Mountain     | HP                                                    | Ruki Tomita                                           | Cai Xuetong                                           | Sena Tomita                                           |
| 14.            | 8 stycznia 2022      | Scuol                | PGS                                                   | Sabine Schöffmann                                     | Julie Zogg                                            | Ladina Jenny                                          |
| 15.            | 8 stycznia 2022      | Krasnojarsk          | SX                                                    | Charlotte Bankes                                      | Chloé Trespeuch                                       | Lindsey Jacobellis                                    |
| 16.            | 9 stycznia 2022      | Krasnojarsk          | SX                                                    | Charlotte Bankes                                      | Chloé Trespeuch                                       | Lindsey Jacobellis                                    |
| 17.            | 11 stycznia 2022     | Bad Gastein          | PSL                                                   | Daniela Ulbing                                        | Ramona Theresia Hofmeister                            | Natalja Sobolewa                                      |
| 18.            | 14 stycznia 2022     | Simonhöhe            | PGS                                                   | Aleksandra Król                                       | Julia Dujmovits                                       | Melanie Hochreiter Sofija Nadyrszyna                  |
| 19.            | 15 stycznia 2022     | Laax                 | SS                                                    | Tess Coady                                            | Anna Gasser                                           | Annika Morgan                                         |
| 20.            | 15 stycznia 2022     | Laax                 | HP                                                    | Chloe Kim                                             | Mitsuki Ono                                           | Queralt Castellet                                     |
|                | 22 stycznia 2022     | Chiesa in Valmalenco | SX                                                    | Odwołano                                              | Odwołano                                              | Odwołano                                              |
| 21.            | 29 stycznia 2022     | Cortina d’Ampezzo    | SX                                                    | Michela Moioli                                        | Chloé Trespeuch                                       | Charlotte Bankes                                      |
| ZIO            | 4–20 lutego 2022     | Pekin                | Snowboarding na Zimowych Igrzyskach Olimpijskich 2022 | Snowboarding na Zimowych Igrzyskach Olimpijskich 2022 | Snowboarding na Zimowych Igrzyskach Olimpijskich 2022 | Snowboarding na Zimowych Igrzyskach Olimpijskich 2022 |
|                | 26 lutego 2022       | Mont-Sainte-Anne     | SX                                                    | Odwołano                                              | Odwołano                                              | Odwołano                                              |
| 26 lutego 2022 | Moskwa               | PSL                  | Odwołano                                              | Odwołano                                              | Odwołano                                              |                                                       |
| 22.            | 6 marca 2022         | Bakuriani            | SS                                                    | Laurie Blouin                                         | Jasmine Baird                                         | Bianca Gisler                                         |
| 23.            | 12 marca 2022        | Reiteralm            | SX                                                    | Charlotte Bankes                                      | Michela Moioli                                        | Audrey McManiman                                      |
| 24.            | 12 marca 2022        | Piancavallo          | PSL                                                   | Tsubaki Miki Julie Zogg                               | —                                                     | Ramona Theresia Hofmeister                            |
| 25.            | 16 marca 2022        | Rogla                | PGS                                                   | Ramona Theresia Hofmeister                            | Tsubaki Miki                                          | Michelle Dekker                                       |
| 26.            | 19 marca 2022        | Szpindlerowy Młyn    | SS                                                    | Kokomo Murase                                         | Jasmine Baird                                         | Ariane Burri                                          |
| 27.            | 19 marca 2022        | Berchtesgaden        | PSL                                                   | Julie Zogg                                            | Megan Farrell                                         | Ramona Theresia Hofmeister                            |
| 28.            | 20 marca 2022        | Veysonnaz            | SX                                                    | Charlotte Bankes                                      | Faye Gulini                                           | Manon Petit-Lenoir                                    |
| 29.            | 27 marca 2022        | Silvaplana           | SS                                                    | Anna Gasser                                           | Laurie Blouin                                         | Kokomo Murase                                         |

### Drużynowy slalom równoległy
| Data             | Miejsce       | Zwycięzcy                                               | 2. miejsce                                      | 3. miejsce                                        |
| 12 stycznia 2022 | Bad Gastein   | Austria 4 Arvid Auner · Julia Dujmovits                 | Rosja 2 Dmitrij Karłagaczew · Natalja Sobolewa  | Niemcy 1 Elias Huber · Ramona Theresia Hofmeister |
| 15 stycznia 2022 | Simonhöhe     | Austria 3 Alexander Payer · Sabine Schöffmann           | Niemcy 2 Stefan Baumeister · Melanie Hochreiter | Korea Południowa 1 Lee Sang-ho · Jeong Hae-rim    |
| 13 marca 2022    | Piancavallo   | Austria 2 Benjamin Karl · Daniela Ulbing                | Włochy 1 Edwin Coratti · Nadya Ochner           | Austria 3 Alexander Payer · Sabine Schöffmann     |
| 20 marca 2022    | Berchtesgaden | Niemcy 9 Stefan Baumeister · Ramona Theresia Hofmeister | Austria 3 Alexander Payer · Sabine Schöffmann   | Włochy 5 Maurizio Bormolini · Elisa Caffont       |

### Drużynowy snowcross
| Data            | Miejsce          | Zwycięzcy                                   | 2. miejsce                       | 3. miejsce                                  |
| 11 grudnia 2021 | Montafon         | Włochy 1 Lorenzo Sommariva · Michela Moioli | Czechy Jan Kubičík · Eva Samková | Francja 1 Quentin Sodogas · Chloé Trespeuch |
| 27 lutego 2022  | Mont-Sainte-Anne | Odwołano                                    | Odwołano                         | Odwołano                                    |

## Klasyfikacje

### Mężczyźni
| Lp. | Zawodnik           | Punkty |
| --- | ------------------ | ------ |
| 1.  | Lee Sang-ho        | 604    |
| 2.  | Stefan Baumeister  | 506    |
| 3.  | Edwin Coratti      | 408    |
| 4.  | Andreas Prommegger | 383    |
| 5.  | Dmitrij Łoginow    | 326    |
| 6.  | Tim Mastnak        | 324    |
| 7.  | Roland Fischnaller | 312    |
| 8.  | Benjamin Karl      | 301    |
| 9.  | Mirko Felicetti    | 272    |
| 10. | Alexander Payer    | 268    |

| Lp. | Zawodnik           | Punkty |
| --- | ------------------ | ------ |
| 1.  | Stefan Baumeister  | 384    |
| 2.  | Lee Sang-ho        | 359    |
| 3.  | Tim Mastnak        | 286    |
| 4.  | Dmitrij Łoginow    | 252    |
| 5.  | Mirko Felicetti    | 219    |
| 6.  | Edwin Coratti      | 208    |
| 7.  | Roland Fischnaller | 207    |
| 8.  | Dario Caviezel     | 194    |
| 9.  | Benjamin Karl      | 156    |
| 10. | Alexander Payer    | 138    |

| Lp. | Zawodnik           | Punkty |
| --- | ------------------ | ------ |
| 1.  | Andreas Prommegger | 266    |
| 2.  | Lee Sang-ho        | 245    |
| 3.  | Arvid Auner        | 201    |
| 4.  | Edwin Coratti      | 200    |
| 5.  | Benjamin Karl      | 145    |
| 6.  | Alexander Payer    | 130    |
| 7.  | Stefan Baumeister  | 122    |
| 8.  | Lukas Mathies      | 118    |
| 9.  | Aaron March        | 108    |
| 10. | Roland Fischnaller | 105    |

| Lp. | Zawodnik            | Punkty |
| --- | ------------------- | ------ |
| 1.  | Martin Nörl         | 460    |
| 2.  | Alessandro Hämmerle | 386    |
| 3.  | Jakob Dusek         | 370    |
| 4.  | Éliot Grondin       | 347    |
| 5.  | Lorenzo Sommariva   | 296    |
| 6.  | Merlin Surget       | 266    |
| 7.  | Cameron Bolton      | 233    |
| 8.  | Glenn de Blois      | 209    |
| 9.  | Lucas Eguibar       | 202    |
| 10. | Julian Lüftner      | 168    |

| Lp. | Zawodnik            | Punkty |
| --- | ------------------- | ------ |
| 1.  | Mons Røisland       | 253    |
| 2.  | Tiarn Collins       | 251    |
| 3.  | Ayumu Hirano        | 250    |
| 4.  | Leon Vockensperger  | 224    |
| 5.  | Valentino Guseli    | 220    |
| 6.  | Ruka Hirano         | 206    |
| 7.  | Su Yiming           | 202    |
| 8.  | Niek van der Velden | 170    |
| 9.  | Marcus Kleveland    | 162    |
| 10. | Jan Scherrer        | 160    |

| Lp. | Zawodnik         | Punkty |
| --- | ---------------- | ------ |
| 1.  | Ayumu Hirano     | 250    |
| 2.  | Ruka Hirano      | 206    |
| 3.  | Jan Scherrer     | 160    |
| 4.  | Shaun White      | 114    |
| 5.  | Yūto Totsuka     | 111    |
| 6.  | Lucas Foster     | 105    |
| 7.  | Kaishu Hirano    | 100    |
| 8.  | Raibu Katayama   | 91     |
| 9.  | André Höflich    | 82     |
| 10. | Patrick Burgener | 66     |

| Lp. | Zawodnik            | Punkty |
| --- | ------------------- | ------ |
| 1.  | Tiarn Collins       | 236    |
| 2.  | Leon Vockensperger  | 181    |
| 3.  | Mons Røisland       | 173    |
| 4.  | Valentino Guseli    | 155    |
| 5.  | Sebastien Toutant   | 145    |
| 6.  | Luke Winkelmann     | 134    |
| 7.  | William Mathisen    | 127    |
| 8.  | Niek van der Velden | 125    |
| 9.  | Nicolas Huber       | 123    |
| 10. | Marcus Kleveland    | 122    |

| Lp. | Zawodnik         | Punkty |
| --- | ---------------- | ------ |
| 1.  | Su Yiming        | 100    |
| 2.  | Jonas Boesiger   | 100    |
| 3.  | Rene Rinnekangas | 98     |
| 4.  | Clemens Millauer | 80     |
| 5.  | Mons Røisland    | 80     |
| 6.  | Mark McMorris    | 77     |
| 7.  | Sven Thorgren    | 60     |
| 8.  | Brock Crouch     | 52     |
| 9.  | Hiroaki Kunitake | 52     |
| 10. | Max Parrot       | 50     |

### Kobiety
| Lp. | Zawodnik                   | Punkty |
| --- | -------------------------- | ------ |
| 1.  | Ramona Theresia Hofmeister | 557    |
| 2.  | Julie Zogg                 | 540    |
| 3.  | Daniela Ulbing             | 508    |
| 4.  | Tsubaki Miki               | 466    |
| 5.  | Carolin Langenhorst        | 370    |
| 6.  | Ladina Jenny               | 362    |
| 7.  | Sabine Schöffmann          | 349    |
| 8.  | Julia Dujmovits            | 339    |
| 9.  | Sofija Nadyrszyna          | 320    |
| 10. | Melanie Hochreiter         | 283    |

| Lp. | Zawodnik                   | Punkty |
| --- | -------------------------- | ------ |
| 1.  | Ramona Theresia Hofmeister | 307    |
| 2.  | Sofija Nadyrszyna          | 291    |
| 3.  | Daniela Ulbing             | 263    |
| 4.  | Ladina Jenny               | 251    |
| 5.  | Sabine Schöffmann          | 244    |
| 6.  | Carolin Langenhorst        | 241    |
| 7.  | Tsubaki Miki               | 214    |
| 8.  | Melanie Hochreiter         | 203    |
| 9.  | Julia Dujmovits            | 202    |
| 10. | Julie Zogg                 | 195    |

| Lp. | Zawodnik                   | Punkty |
| --- | -------------------------- | ------ |
| 1.  | Julie Zogg                 | 345    |
| 2.  | Tsubaki Miki               | 252    |
| 3.  | Ramona Theresia Hofmeister | 250    |
| 4.  | Daniela Ulbing             | 245    |
| 5.  | Megan Farrell              | 152    |
| 6.  | Julia Dujmovits            | 137    |
| 7.  | Carolin Langenhorst        | 129    |
| 8.  | Ladina Jenny               | 111    |
| 9.  | Sabine Schöffmann          | 105    |
| 10. | Nadya Ochner               | 84     |

| Lp. | Zawodnik           | Punkty |
| --- | ------------------ | ------ |
| 1.  | Charlotte Bankes   | 669    |
| 2.  | Michela Moioli     | 501    |
| 3.  | Chloé Trespeuch    | 464    |
| 4.  | Belle Brockhoff    | 280    |
| 5.  | Audrey McManiman   | 275    |
| 6.  | Pia Zerkhold       | 273    |
| 7.  | Stacy Gaskill      | 254    |
| 8.  | Faye Gulini        | 249    |
| 9.  | Lindsey Jacobellis | 217    |
| 10. | Tess Critchlow     | 195    |

| Lp. | Zawodnik          | Punkty |
| --- | ----------------- | ------ |
| 1.  | Kokomo Murase     | 456    |
| 2.  | Anna Gasser       | 340    |
| 3.  | Jasmine Baird     | 310    |
| 4.  | Laurie Blouin     | 260    |
| 5.  | Reira Iwabuchi    | 246    |
| 6.  | Ariane Burri      | 226    |
| 7.  | Cai Xuetong       | 216    |
| 8.  | Melissa Peperkamp | 215    |
| 9.  | Bianca Gisler     | 195    |
| 10. | Katie Ormerod     | 191    |

| Lp. | Zawodnik          | Punkty |
| --- | ----------------- | ------ |
| 1.  | Cai Xuetong       | 216    |
| 2.  | Sena Tomita       | 190    |
| 3.  | Mitsuki Ono       | 175    |
| 4.  | Queralt Castellet | 120    |
| 5.  | Haruna Matsumoto  | 117    |
| 6.  | Ruki Tomita       | 108    |
| 7.  | Berenice Wicki    | 106    |
| 8.  | Chloe Kim         | 100    |
| 9.  | Elizabeth Hosking | 95     |
| 10. | Wu Shaotong       | 85     |

| Lp. | Zawodnik          | Punkty |
| --- | ----------------- | ------ |
| 1.  | Kokomo Murase     | 320    |
| 2.  | Laurie Blouin     | 240    |
| 3.  | Jasmine Baird     | 210    |
| 4.  | Ariane Burri      | 197    |
| 5.  | Melissa Peperkamp | 195    |
| 6.  | Anna Gasser       | 180    |
| 7.  | Bianca Gisler     | 171    |
| 8.  | Tess Coady        | 150    |
| 9.  | Katie Ormerod     | 146    |
| 10. | Maria Hidalgo     | 137    |

| Lp. | Zawodnik        | Punkty |
| --- | --------------- | ------ |
| 1.  | Anna Gasser     | 160    |
| 2.  | Reira Iwabuchi  | 136    |
| 2.  | Kokomo Murase   | 136    |
| 4.  | Jasmine Baird   | 100    |
| 4.  | Annika Morgan   | 100    |
| 6.  | Brooke Voigt    | 74     |
| 7.  | Hailey Langland | 50     |
| 8.  | Miyabi Onitsuka | 48     |
| 9.  | Katie Ormerod   | 45     |
| 9.  | Enni Rukajärvi  | 45     |